# Narra
Narra ist eine philippinische Stadtgemeinde in der Provinz Palawan. Sie hat 73.212 Einwohner (Zensus 1. August 2015). In der Gemeinde befindet sich ein Campus der Palawan State University.
Auf der zu Narra gehörenden Insel Rasa wurde 2006 das Rasa Island Wildlife Sanctuary eingerichtet. In diesem lebt die weltweit höchste Anzahl an frei lebenden Exemplaren des vom Aussterben bedrohten Rotsteißkakadus. 2013 verhinderten Proteste von Anwohnern und Naturschutzorganisationen den Bau eines Kohlekraftwerkes der DMCI Power Corporation im Barangay Panacan. Naturschützer befürchteten, dass die Emissionen des Kraftwerks die bisherigen Erfolge im Bestandsschutz der Avifauna auf Rasa Island zunichtemachen könnten, da es direkt gegenüber der Insel errichtet werden sollte.

## Baranggays
Narra ist politisch in 22 Baranggays unterteilt.
- Antipuluan
- Aramaywan
- Batang-batang
- Bato-bato
- Burirao
- Caguisan
- Calategas
- Dumagueña
- Elvita
- Estrella Village
- Ipilan
- Malatgao
- Malinao
- Narra (Pob.)
- Panacan
- Princess Urduja
- Sandoval
- Tacras
- Taritien
- Teresa
- Tinagong Dagat
- Bagong Sikat